# Fadenhafte
Die Fadenhafte (Nemopteridae) sind eine Tierfamilie in der Ordnung der Netzflügler (Neuroptera). Sie kommen weltweit mit etwa 150 Arten in zwei Unterfamilien vor; in Europa sind nur sieben Arten heimisch, von denen keine in Mitteleuropa vorkommt. Ihre Verbreitung beschränkt sich auf Wüsten und andere trockene Gebiete der Erde.

## Merkmale
Die Fadenhafte erreichen eine Vorderflügellänge von 7 bis 35 Millimetern, die Hinterflügel werden 19 bis 90 Millimeter lang. Letztere sind sehr schmal fadenförmig in die Länge gezogen, woher die Tiere auch ihren deutschen Namen haben. Am Ende sind diese Fäden bei manchen Arten löffelförmig verbreitert. Die Vorderflügel sind bei manchen Arten, wie z. B. bei der Gattung Nemoptera, fleckig gefärbt. Ihr Kopf ist rüsselförmig schmal, die Facettenaugen stehen seitlich über.
Die Larven sehen den Ameisenlöwen ähnlich, bei der Unterfamilie Crocinae ist der Prothorax aber sehr stark verlängert.

## Lebensweise
Es gibt tag-, nacht- und dämmerungsaktive Arten, die mitunter in großen Individuenzahlen vorkommen. Die Imagines ernähren sich von Pollen. Die Larven der Unterfamilie Nemopterinae leben im Sand oder Bodenstreu und machen Jagd auf Ameisenlarven. Die Larven der Crocinae leben im Staub in kleinen Höhlen und an anderen dunklen Orten und fressen vor allem Staubläuse und weitere Insekten. Die Entwicklung der Fadenhafte dauert ein bis drei Jahre.

## Systematik (Europa)
- Josandreva sazi Navás, 1906 – Spanien
- Lertha ledereri (Selys-Longchamps, 1866) – Türkei
- Lertha sofiae Monserrat, 1988 – Spanien
- Nemoptera bipennis (Illiger, 1812) – Spanien, Portugal
- Nemoptera coa (Linnaeus, 1758) – Griechenland
- Nemoptera sinuata Olivier, 1811 – Griechenland, Nordmakedonien, Bulgarien, Türkei
- Pterocrose capillaris (Klug, 1836)